# Paul Neeckx
Paul Neeckx war ein belgischer Schwimmer.

## Karriere
Neeckx nahm 1920 an den Olympischen Spielen in Antwerpen teil. Hier erreichte er im Wettbewerb über 200 m Brust das Halbfinale. Im selben Jahr sicherte er sich die nationale Meisterschaft in dieser Disziplin.